# Ekstrapolacija
Ekstrapolacija (složenica od eng. pref. extra-, 'izvana' i lat. pref. interpolat- 'obnovljen, izmijenjen', od glag. interpolare, -> inter- 'između' + -polare (povezano s lat. glag. polire, 'polirati') je proširivanje zakonitosti utvrđene u jednom užem području na šire područje. 
U matematici, ekstrapolacija je određivanje nepoznatih veličina izvan jednog intervala na temelju poznatih vrijednosti u tom intervalu i poznate funkcionalne zavisnosti s pretpostavkom da funkcionalna zavisnost u poznatom području vrijedi i u nepoznatom. Slična je interpolaciji, no nesigurnija je, i ima veći rizik dobivanja nebitnog rezultata.